# 마케마케 (신화)

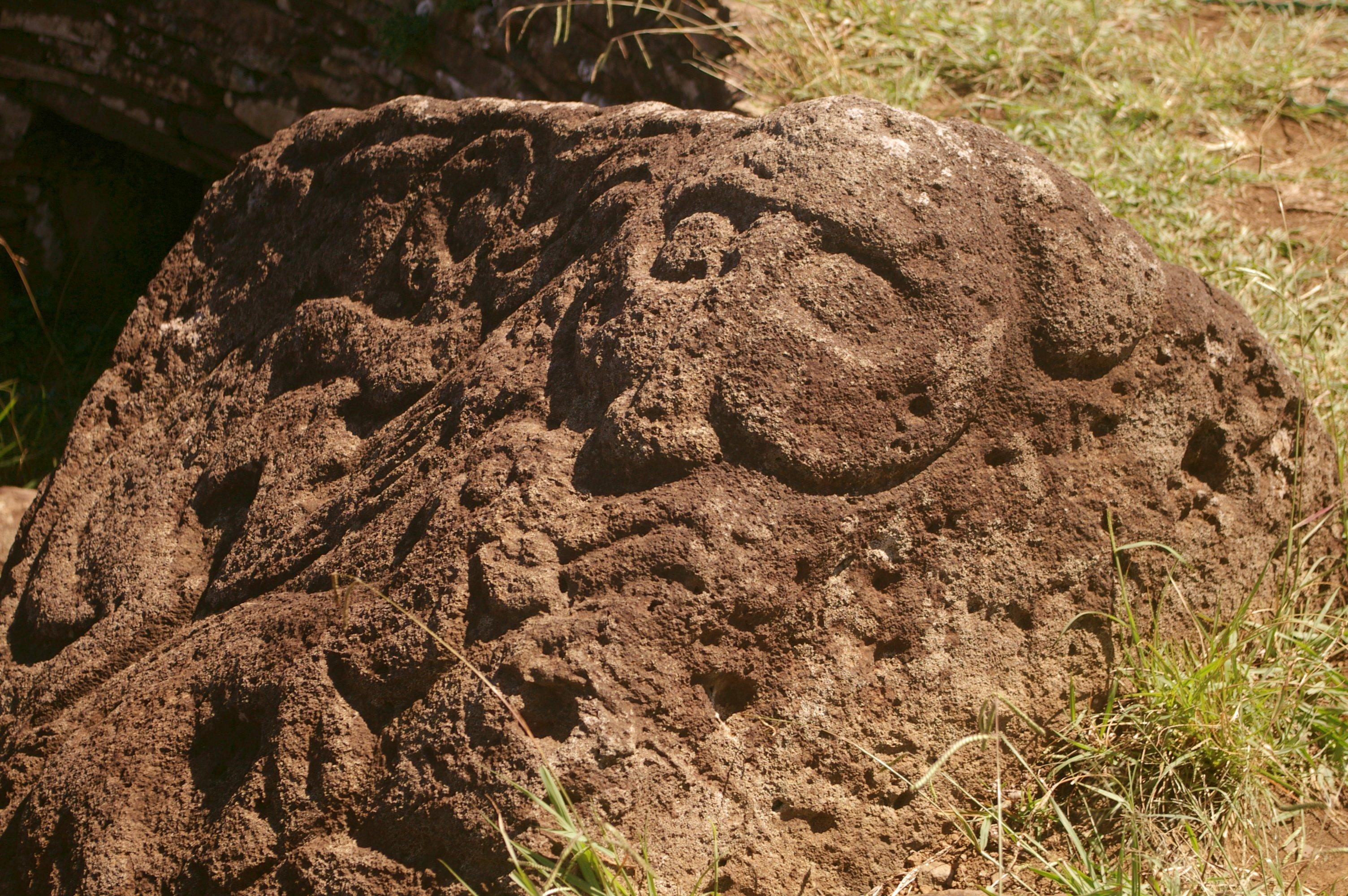
스코리아에 새겨진, 탕가타 마누와 마케마케의 모습.

마케마케는 이스터 섬의 라파 누이 신화에 등장하는, 인간의 창조자이다. 그는 다산의 신인 동시에, 탕가타 마누 신의 우두머리이다.
마케마케는 이스터 섬의 바위들에 새겨져 있는 암각화에서 자주 등장한다.
해왕성 바깥 천체 중 하나인 왜행성 마케마케는 이 신의 이름을 딴 것이다.

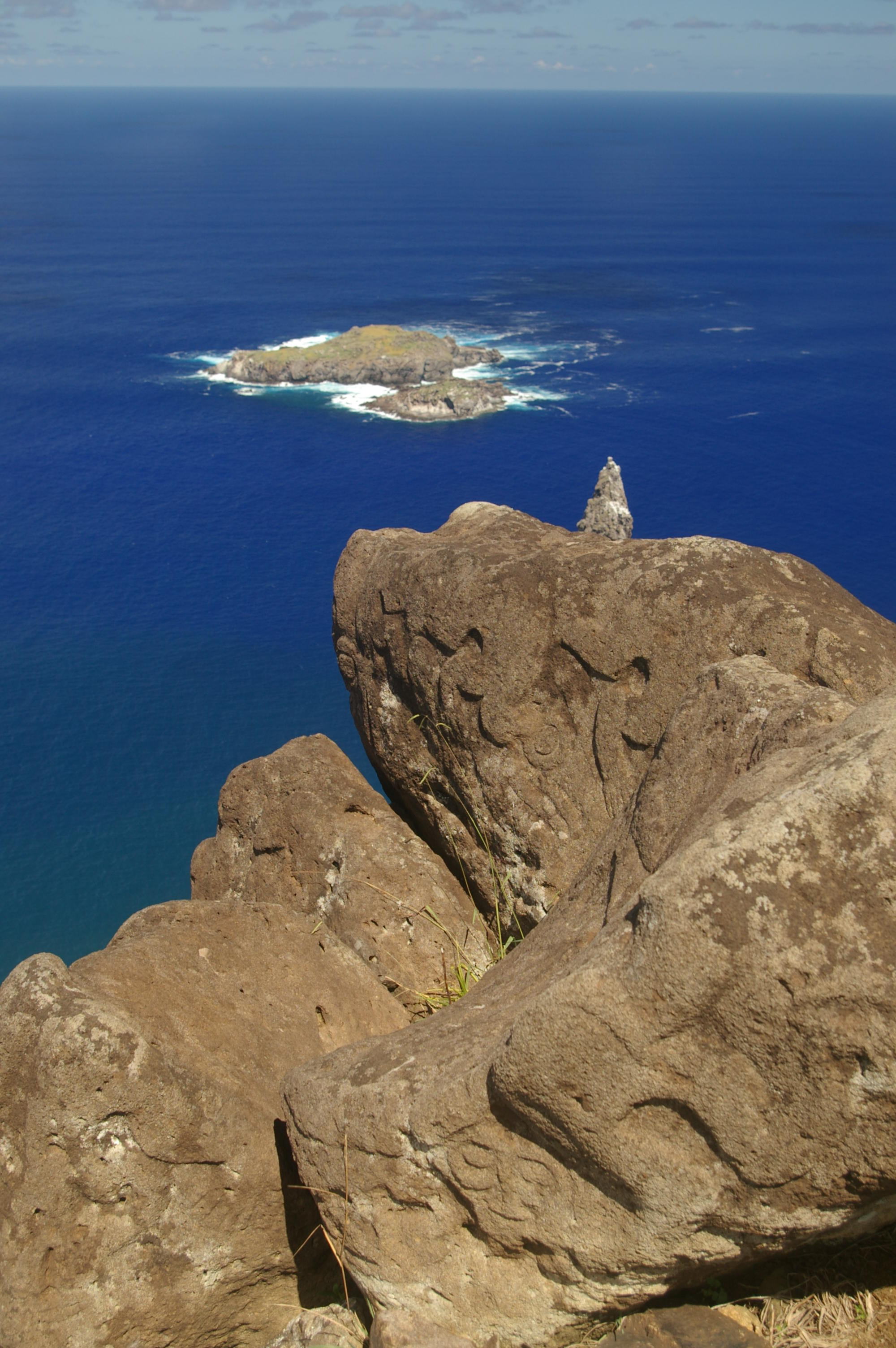
오론고에 있는 암각화. 마케마케는 하단부에 있으며, 탕가타 마누라는 이름의 새의 머리를 한 인간은 그 위에 있다.

## 참고 문헌
- Alfred Metraux. [1940] 1971. Ethnology of Easter Island. Bernice P. Bishop Museum Bulletin 160. 호놀룰루: Bishop Museum Press.
- Katherine Routledge: The Mystery of Easter Island 1919 ISBN 0-9328-1-3-48-8
- VAN TILBURG, Jo Anne. 1994. Easter Island: Archaeology, Ecology and Culture. Washington D.C.: Smithsonian Institution Press.